# Jules Michelet
Jules Michelet (21 d'agost de 1798 - 9 de febrer de 1874) va ser un historiador francès d'orientació republicana i lliure pensadora.
Michelet va néixer a París, dins una família Hugonot. Les seves primeres obres van ser textos escolars. El 1831 va publicar Introduction à l'histoire universelle on va mostrar els seus dots literaris alhora que es va mostrar (segons l'onzena edició de l'Enciclopèdia Britànica) uns punts de vista peculiars que no feien molt fiables les seves conclusions malgrat que no falsejava intencionadament els fets.
A partir de 1830 va obtenir un lloc de treball a l'oficina del registre i va ser professor a la facultat de literatura on també exercia la docència l'historiador Guizot. A partir d'aleshores començà els seus treballs principals com la monumental Histoire de France que va tardar 30 anys a completar i altres obres d'erudició com Œuvres choisies de Vico, les Mémoires de Luther écrits par lui-même, els Origines du droit français, i després le Procès des Templiers.
A partir de 1838 va ser escollit membre del Collège de France i va iniciar, mostrant una aversió contra els principis de l'autoritat i el clericalisme, una campanya contra els jesuïtes que tornaven a l'activitat a França.
Escriví una entusiasta Histoire de la revolution française on fidel al seu estil considera la Revolució Francesa com una nova religió essent el credo la Declaració dels drets de l'Home i els profetes Rousseau i Voltaire. Considera que l'heroi de la Revolució va ser "El Poble" i el Terror exercit pels individus de la classe mitjana. també va escriure Les Femmes de la revolution (1854).
Una de les seves obres més populars foren L'Insecte i L'Amour (1859) que són en part pamflets i en part tractats morals.